# Amphicnemis smedleyi
Amphicnemis smedleyi – gatunek ważki z rodziny łątkowatych (Coenagrionidae). Znany jest tylko z należących do Indonezji Wysp Mentawai, położonych u zachodnich wybrzeży Sumatry.